# Scleroderma hypogaeum
Sclerodérma hypogaéum (лат.) — несъедобный гриб-гастеромицет рода ложнодождевик.

## Названия
Научные синонимы: в качестве синонима упоминается Scleroderma arenicola Zeller, 1947.
Биноминальное название Scleroderma hypogaeum Zeller дано в 1947 г. в статье «Contributions to our knowledge of Oregon fungi».
Родовое наименование гриба Scleroderma происходит от греческих слов σκληρός (scleros), твёрдый, жёсткий, и δέρμα (derma), кожа; видовой эпитет hypogaeum — от греческого υπό (ypo), под-, и γη (gê), земля.

## Описание
Плодовое тело 3—9 см диаметром, шаровидное или грушевидное, иногда уплощённое до подушковидного или неправильное. У молодых грибов полностью или частично погружено в землю (отсюда название). Ножка отсутствуют. Основание суженное, бороздчатое, складчатое, сидячее или с короткой псевдоножкой, заканчивается пучком корневидных мицелиальных волокон.
Перидий около 1 мм толщиной, плотный, при высыхании — жёсткий, у молодых грибов гладкий, затем покрытый крохотными плоскими чешуйками, изредка трещиноватый, ареолированный, от желтоватого до светло-коричневого, у зрелых грибов — тускло-коричневый, но не чёрный; при надрезах и повреждениях у молодых грибов краснеет. При созревании плодового тела неровно разрывается на верхушке.
Глеба сперва плотная, беловатая, затем тёмно-желтовато-коричневая; с возрастом становится черноватой и распадается на споровый порошок. Запах и вкус невыраженные.
Споры 17—20 мкм диаметром (вместе с сетчатым орнаментом), шаровидные, очень тёмные, почти чёрно-коричневые, с шипами до 2,5—3 мкм длиной и покрытые сетчатым орнаментом.
Цветовые химические реакции: В KOH реакция негативная; у сухих грибов поверхность в KOH тёмно-красная.

## Экология и распространение
Образует микоризу с хвойными деревьями. Встречается группами или большими группами, на песчаных, бедных почвах, в конце лета и осенью; на территории США. На территории Российской Федерации неизвестен.

## Сходные виды
Подобно другим ложнодождевикам, отличается от настоящих дождевиков жёстким, кожистым перидием и черноватой глебой, которая долгое время остаётся плотной.
Молодые плодовые тела, погружённые в субстрат, могут быть приняты за трюфели, однако отличаются гораздо более толстой оболочкой.

### Сходные родственные виды
В качестве сходного вида упоминается ложнодождевик пятнистый, у которого, однако, плодовое тело наземное, а поверхность перидия с возрастом приобретает отчётливо ареолированный или сетчатый вид. На микроскопическом уровне споры ложнодождевика пятнистого отличаются отсутствием сетчатого орнамента.

## Пищевые качества
Несъедобный гриб. Может вызвать пищевое отравление.